# Gayazovs Brothers
Gayazovs Brothers (reso graficamente GAYAZOV$ BROTHER$), in precedenza Brat'ja Gajazovy (in russo Братья Гаязовы?), è un duo musicale russo formatosi nel 2014. È costituito dai fratelli Timur e Il'jas Gajazov.

## Storia del gruppo
Di origine tatara, il duo è salito alla ribalta dopo aver pubblicato l'album in studio Kredo (2019), uscito per mezzo della Warner Music Russia, che è stato il 3º disco di maggior successo dell'anno su VK Muzyka, la seconda principale piattaforma streaming russa. Il progetto è stato trainato dagli estratti Do vstreči na tancpole e Ubezite menja na dip-chaus; quest'ultimo ha trovato un particolare successo in Lettonia, poiché ha scalato la hit parade nazionale fino al 29º posto. La popolarità del disco ha permesso alla formazione di conseguire due nomination nell'ambito del Novoe Radio Award, di cui una come miglior gruppo.
Hanno inoltre partececipato all'evento Vypusknoj, presentato sul canale televisivo Muz-TV, per due anni di fila. Nel 2020 hanno anche preso parte al VK Fest.
Il secondo album Pošla žara, reso disponibile nel 2021, contiene ed è stato promosso dal singolo Radi tancpola, una collaborazione con Ruki Vverch. Per mezzo di Malinovaja Lada, certificato oro dalla Związek Producentów Audio-Video, hanno visto la loro prima numero uno nella Russia Songs, redatta da Billboard, il debutto nella Singlų Top 100 lituana e una candidatura al premio Viktorija.

## Discografia

### Album in studio
- 2019 – Kredo
- 2021 – Pošla žara
- 2024 – Nočnaja žizn'

### Raccolte
- 2014 – Rannee tvorčestvo

### Singoli
- 2019 – Veny razalis' sami (come Brat'ja Gajazovy)
- 2019 – Do vstreči na tancpole
- 2019 – Ubezite menja na dip-chaus
- 2020 – Po sinej grusti
- 2020 – Šedšot
- 2020 – Ja, ty i more
- 2020 – Uedem v Marokko (con Netusil)
- 2020 – Ty kruče, čem...
- 2020 – Plač', no tancuj
- 2020 – Pozovi na dviž
- 2021 – Radi tancpola (con Ruki Vverch)
- 2021 – Malinovaja Lada
- 2021 – Novogodnjaja
- 2022 – Sinij inej
- 2022 – Devičnik
- 2022 – Spasaj moju pjatnicu
- 2022 – Faina
- 2023 – Ljubov'-zaraza
- 2023 – Ijul', Anapa
- 2023 – Vin Dizel'
- 2023 – Nevesta
- 2023 – Nužna perezagruzka
- 2023 – Čto mne delat'? (con Sveta)
- 2024 – S dnëm roždenija
- 2024 – Vryvajsja
- 2024 – Vypusknoj
- 2024 – Tam, gde kajf
- 2024 – Tjaželyj ljuks (con Kalipso)
- 2024 – Baryšnaja
- 2024 – S Novym godom
- 2025 – Gde zimuet leto?
- 2025 – OAĖ
- 2025 – Kogda-nibud'
- 2025 – Viking
- 2025 – Vybiraju more
- 2025 – Raz i navsegda